# الخطوط الجوية الصينية للشحن
الخطوط الجوية الصينية للشحن (بالصينية: 中国 货运 航空公司)(بينيين: zhōngguó huòyùn hángkōng gōngsī) هي شركة شحن جوي تتخذ من مطار شانغهاي بودنغ الدولي، شانغهاي، الصين مقرا لها، وتعتبر أول شركة شحن جوي تقدم خدماتها باستعمال الخطوط التابعة لخطوط شرق الصين الجوية، و يقع مركزها في مطار شانغهاي هونغتشياو الدولي، و تتخد من مطار شانغهاي بودنغ الدولي مطارا رئيسيا لها.

## الأسطول

### الأسطول الحالي
اعتبارًا من مايو 2022 تشغل الخطوط الجوية الصينية للشحن الطائرات التالية:
| الطائرة       | في الخدمة | مطلوبة | ملاحظات |
| ------------- | --------- | ------ | ------- |
| بوينغ 747-400 | 2         | —      |         |
| بوينغ 777     | 13        | —      |         |
| المجموع       | 15        | —      |         |

### الأسطول التالريخي
| الطائرة                 | المجموع | أدخلت | سحبت | ملاحظات                                                                           |
| ----------------------- | ------- | ----- | ---- | --------------------------------------------------------------------------------- |
| بوينغ 747-400           | 1       | 2011  | 2014 | انضمت بعد الاندماج مع جريت وول ايرلاينز                                           |
| بوينغ 747-400           | 2       | 2011  | 2020 | انضمت بعد الاندماج جريت وول ايرلاينز 1 مستأجرة من الخطوط الجوية السنغافورية للشحن |
| بوينغ 757               | 2       | 2011  | 2015 | انضمت بعد الاندماج مع خطوط شنغهاي الجوية للشحن 1 بيعت واحدة منها إلى طيران أطلس   |
| ماكدونل دوغلاس أم دي-11 | 9       | 2004  | 2015 | انضمت بعد الاندماج مع خطوط شنغهاي الجوية للشحن بيعت ستة منها إلى سكاى ليز كارجو   |
| المجموع                 | 14      |       |      |                                                                                   |